# NGC 4074
NGC 4074 est une galaxie lenticulaire située dans la constellation de la Chevelure de Bérénice. NGC 4074 a été découverte par l'astronome germano-britannique William Herschel en 1785.

## Caractéristiques
Sa vitesse par rapport au fond diffus cosmologique est de 7 101 ± 23 km/s, ce qui correspond à une distance de Hubble de 104,7 ± 7,3 Mpc (∼341 millions d'al).

### Galaxie de Seyfert
NGC 4074 est une galaxie active de type Seyfert 2.